# Adolfo Pedernera
Adolfo Alfredo Pedernera (15. listopadu 1918 Avellaneda – 12. května 1995) byl argentinský fotbalista a trenér.
Hrál na postu útočníka, především za River Plate. Jako trenér byl s Kolumbií na MS 1962.

## Hráčská kariéra
Adolfo Pedernera hrál na postu útočníka za CA River Plate, Atlantu, CA Huracán a Millonarios.
Za Argentinu hrál 21 zápasů a dal 7 gólů.

## Trenérská kariéra
Pedernera začal trenérskou kariéru už jako hrající trenér v Millonarios. Poté trénoval řadu dalších jihoamerických klubů a také reprezentace Kolumbie, se kterou byl na MS 1962, a Argentiny. Zatímco Kolumbie se v roce 1962 dostala na MS poprvé, naopak Argentina vedená Pedernerou se nedostala na MS 1970, což bylo poprvé, co v kvalifikaci o MS neuspěla.

## Úspěchy

### Hráč
River Plate
- Argentinská liga (5): 1936, 1937, 1941, 1942, 1945

Millonarios
- Kolumbijská liga (4): 1949, 1951, 1952, 1953
- Kolumbijský pohár (1): 1953

Argentina
- Copa América (2): 1941, 1946

### Trenér
Millonarios
- Kolumbijská liga (3): 1951, 1952, 1953
- Kolumbijský pohár (1): 1953